# Lijst van voetbalinterlands Australië - Zwitserland
Deze lijst van voetbalinterlands is een overzicht van alle officiële voetbalwedstrijden tussen de nationale teams van Australië en Zwitserland. De landen speelden tot op heden een keer tegen elkaar: een vriendschappelijke wedstrijd die werd gespeeld op 3 september 2010 in Sankt Gallen.

## Wedstrijden
| № | Plaats       | Datum            | Competitie        | Wedstrijd               | Uitslag |
| - | ------------ | ---------------- | ----------------- | ----------------------- | ------- |
| 1 | Sankt Gallen | 3 september 2010 | Vriendschappelijk | Zwitserland – Australië | 0 – 0   |

## Samenvatting
| Competitie        | Totaal gespeeld | Winst Australië | Gelijk | Winst Zwitserland | Doelsaldo Australië – Zwitserland |
| ----------------- | --------------- | --------------- | ------ | ----------------- | --------------------------------- |
| Vriendschappelijk | 1               | 0               | 1      | 0                 | 0 − 0                             |
| Totaal            | 1               | 0               | 1      | 0                 | 0 − 0                             |

Wedstrijden bepaald door strafschoppen worden, in lijn met de FIFA, als een gelijkspel gerekend.

## Details

### Eerste ontmoeting
| Vriendschappelijk (Sankt Gallen, Zwitserland, 3 september 2010): |              | |
| Zwitserland | 0 – 0        | Australië |
| | goals        | |
| Ottmar Hitzfeld | bondscoach   | Holger Osieck |
| Marco Wölfli Stephan Lichtsteiner 46' François Affolter Stéphane Grichting 46' Gelson Fernandes David Degen 70' Gökhan Inler 46' Xavier Margairaz Albert Bunjaku Alexander Frei 67' Eren Derdiyok 46' | opstellingen | Mark Schwarzer Lucas Neill David Carney 67' Tim Cahill Jason Culina Matthew Spiranovic Brett Emerton Luke Wilkshire 84' Brett Holman 82' Carl Valeri Scott McDonald |
| Steve von Bergen 46' Pirmin Schwegler 46' Scott Sutter 46' Xherdan Shaqiri 46' Moreno Costanzo 67' Reto Ziegler 70'                                                                                   | wissels      | 67' Dario Vidosic 84' Tommy Oar 82' Mile Jedinak |
| | gele kaarten | 59' Lucas Neill 79' Carl Valeri |
| - Debuut van Scott Sutter (BSC Young Boys) voor Zwitserland. |              | |